# Nuevo Ojo de Agua, La Independencia
Nuevo Ojo de Agua är en ort i Mexiko.   Den ligger i kommunen La Independencia och delstaten Chiapas, i den sydöstra delen av landet, 900 km öster om huvudstaden Mexico City. Nuevo Ojo de Agua ligger 930 meter över havet och antalet invånare är 249.
Terrängen runt Nuevo Ojo de Agua är huvudsakligen kuperad, men den allra närmaste omgivningen är platt. Runt Nuevo Ojo de Agua är det ganska tätbefolkat, med 54 invånare per kvadratkilometer. Närmaste större samhälle är San Isidro el Zapotal, 4,0 km sydväst om Nuevo Ojo de Agua. I omgivningarna runt Nuevo Ojo de Agua växer huvudsakligen savannskog.